# Kråktrastar
Kråktrastar (Picathartidae) är en familj i ordningen tättingar (Passeriformes) som enbart omfattar släktet Picathartes. Släktet utgörs av de två arterna rödskallig kråktrast (P. oreas) och gulskallig kråktrast (P. gymnocephalus) som lever i regnskog i västra och centrala Afrika. De lever av insekter och blötdjur som de hittar på steniga ytor, i grunda vatten eller i träd. De lever hela livet i samma område och deras habitatet utgörs av klippiga bergstrakter med djungel.

## Utseende och anatomi
Kråktrastar är stora tättingar med en längd av 33 till 38 cm och en vikt på 200 och 250 gram. De kännetecknas av lång hals, lång stjärt och långa ben, och de saknar fjädrar på huvudet. Även vingarna är långa men de flyger ganska sällan.

## Ekologi
Kråktrastarna lever av en mängd olika föda, däribland insekter som bin, termiter och myror samt andra ryggradslösa djur som mångfotingar, daggmaskar, kräftdjur och snäckor. Ungarna matas ofta med små grodor och ödlor. På marken hoppar de framåt innan de stannar för att samla föda.
Båda arter ruvar vanligen under regnperioden. I regioner med två regnperioder kan de lägga två kullar per år. Samtida studier  indikerar att kråktrastar är monogama. Ibland bildar de kolonier med upp till sju par men mindre kolonier med två par är vanligare. Äggen kläcks efter cirka 20 dagar. Ungefär 25 dagar senare är ungarna flygga.

## Status och hot
IUCN listar båda arter som sårbara (VU).